# Ville-sous-la-Ferté
Ville-sous-la-Ferté é uma comuna francesa na região administrativa de Grande Leste, no departamento de Aube. Estende-se por uma área de 19,77 km². Em 2010 a comuna tinha 1 026 habitantes (densidade: 51,9 hab./km²).
É nesta localidade que se encontra famosa a abadia cistersiense de Claraval (Abbaye de Clairvaux) fundada por São Bernardo no séc. XII, convertida em estabelecimento prisional por Napoleão no séc. XIX. Atualmente, a Abadia funciona como complexo cultural e espaço para eventos.